# Контрада Тандер (Верона)
Контрада Тандер је насеље у Италији у округу Верона, региону Венето.
Према процени из 2011. у насељу је живело 2 становника. Насеље се налази на надморској висини од 1062 м.